# Lancaster (Lancashire)
 For alternative betydninger, se Lancaster. (Se også artikler, som begynder med Lancaster)
Lancaster er en by i Lancashire i det nordvestlige England med 52.660 (2021) indbyggere. 

## Hertugdømmet Lancaster
Byen har huset den kongelige familie Huset Lancaster.
Ved kroningen af Georg 6. af Storbritannien og Elizabeth Bowes-Lyon i 1937 fik Lancaster status som city.
I begrundelsen hedder det, at byen har haft en lang forbindelse med kronen ("long association with the crown"), og at Lancaster er den traditionelle hovedby i Hertugdømmet Lancaster ("the county town of the King's Duchy of Lancaster").

## Uddannelse
Desuden rummer byen Lancaster University og University of Cumbria har også en del af campus i Lancaster.

## Religion
Der en katolsk domkirke i Lancaster. Den nærmeste anglikanske domkirke ligger i Blackburn.